# Epibulus brevis
 Epibulus brevis és una espècie de peix de la família dels làbrids i de l'ordre dels perciformes que es troba a Palau, les Filipines, Papua Nova Guinea i Indonèsia.
Els mascles poden assolir els 18,5 cm de longitud total.